# Alessandria
För andra betydelser, se Alessandria (olika betydelser).
Alessandria (piemontesiska: Lissandria) är en stad och kommun i regionen Piemonte i norra Italien. Staden är huvudort för provinsen med samma namn. Den är belägen vid floden Tanaro på Poslätten.
Kommunen hade 93 631 invånare (2018) och gränsar till kommunerna Bosco Marengo, Castellazzo Bormida, Castelletto Monferrato, Felizzano, Frugarolo, Montecastello, Oviglio, Pecetto di Valenza, Pietra Marazzi, Piovera, Quargnento, Sale, San Salvatore Monferrato, Solero, Tortona, Valenza.
Staden grundades år 1168. Det är en knutpunkt för transporter och ett centrum för handel med jordbruksvaror. Alessandria har en betydelsefull industri och där tillverkas Borsalinohatten. Ett slag stod utanför staden år 1800 mellan fransmännen och österrikarna, som vanns av Napoleon I, se slaget vid Marengo.
Författaren och kulturfilosofen Umberto Eco föddes i Alessandria.